# Zaculeu
Zaculeu est un site archéologique mésoaméricain situé près de la ville de Huehuetenango dans le département du même nom au Guatemala. À l'Époque postclassique, Zaculeu était la capitale des Mayas Mam. Elle fut prise et détruite par le conquistador espagnol Gonzalo de Alvarado en 1525.